# 지네딘 수알렘

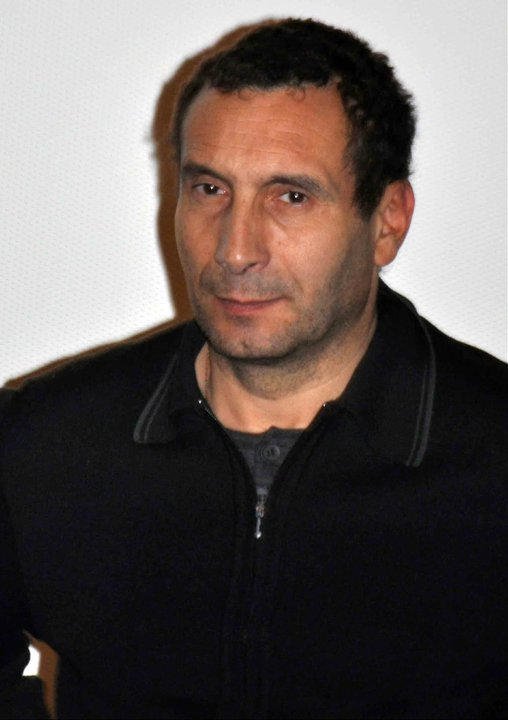

지네딘 수알렘(Zinedine Soualem, 1957년 4월 17일 ~ )은 프랑스의 배우, 영화배우, 텔레비전 배우이다.

## 출연 작품

### 영화
- 한나 K (1983년)
- 증오 (1995년)
- 각자의 고양이를 찾아서 (1996년)
- 가족 분위기 (1996년)
- 디디에 (1997년)
- 정숙한 자세 (1997년)
- 등산객 (1997년)
- 형사에겐 디저트가 없다 (1998년) - 하킴 역
- 크리스마스 (1998년)
- 아마도 (1999년)
- 마드모와젤 (2000년)
- 사과, 무화과 그리고 아몬드 (2000년)
- 인샬라 디망쉬 (2001년)
- 아스테릭스 2: 미션 클레오파트라 (2002년)
- 레드 사틴 (2002년)
- 스페니쉬 아파트먼트 (2002년)
- 아! 내가 부자라면 (2002년)
- 불순한 제안 (2003년)
- Zéro un 2003
- 사랑은 타이밍! (2005년)
- 나를 데려가 (2005년)
- 행복의 집 (2006년)
- 네티비티 스토리: 위대한 탄생 (2006년)
- 그들 각자의 영화관 (2007년)
- 잠수종과 나비 (2007년)
- 역의 로망 (2007년)
- 알로, 슈티 (2008년)
- 사랑을 부르는, 파리 (2008년)
- JCVD (2008년)
- 몰록 트로피컬 (2009년)
- 사랑을 부르는 이름 (2010년)
- 왓 러브 메이 브링 (2010년)
- 도망자 (2011년) - 루치아니 역
- 텔레 가우초 (2012년)
- 무드 인디고 (2013년)
- 차이니즈 퍼즐 (2013년)
- 저는 바로 당신의 것입니다 (2015, Je suis à vous tout de suite)
- 하늘이 기다려 (2016년) - 사미르 부자리아 역
- 아워 마더 (2016년)
- 썸원 썸웨어 (2019년)

### TV
- 연예인 매니저로 살아남기 (2015년)